# 톱 텐 클럽

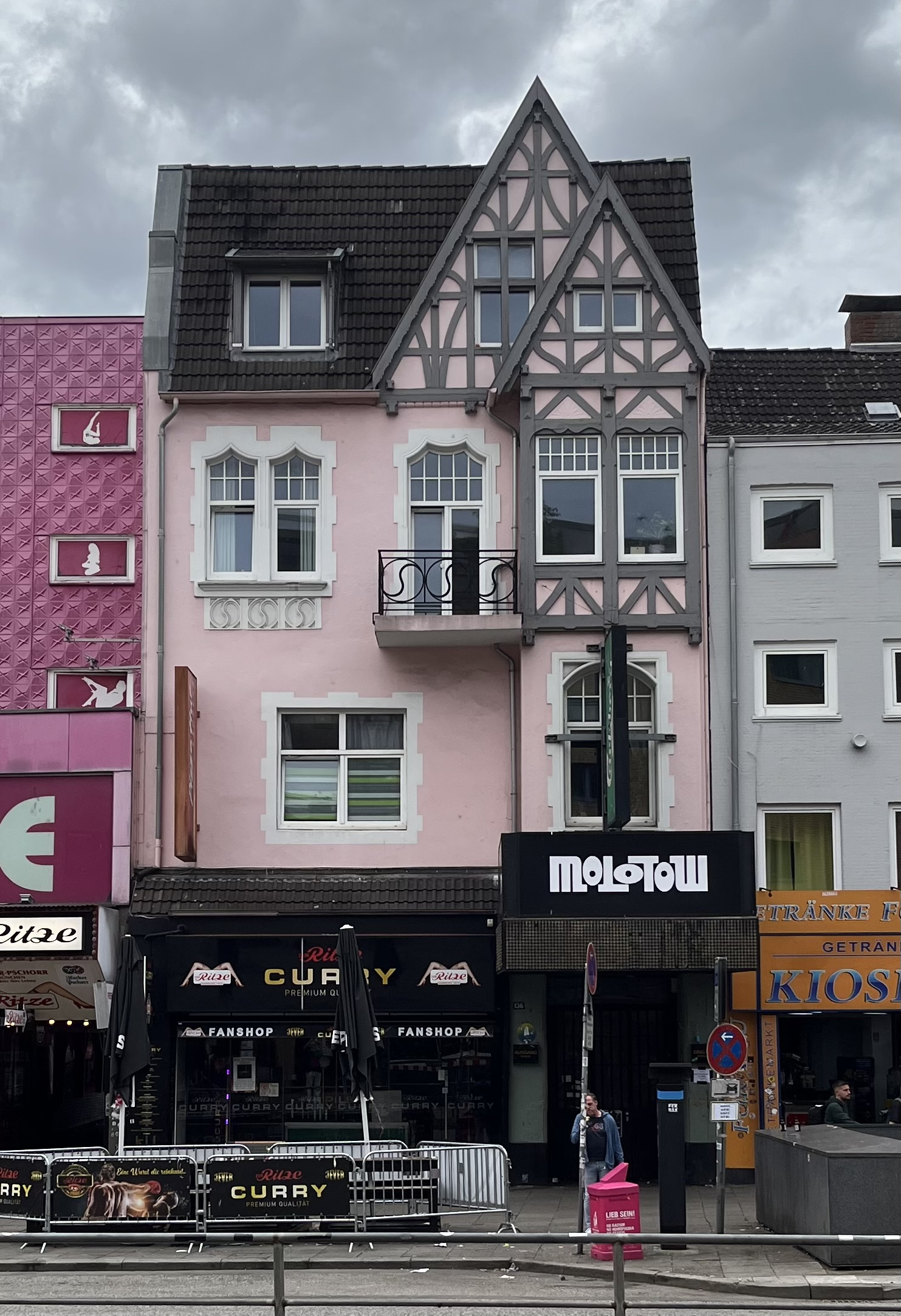
톱 텐 클럽의 전 입구.

톱 텐 클럽(The Top Ten Club)은 피터 에크호른이 소유한 독일 함부르크에 위치해 있는 음악 클럽이다.
톱 텐 클럽의 원래 이름은 히포드롬이었다. 에크호른의 부친은 이곳 함부르크의 유명 번화가 레페르반에서 토플리스 서커스 쇼를 운영하다가 1960년 10월 톱 텐 클럽이라는 이름의 음악 공연장으로 재개장하게 된다. 피터 에크 호른은 클럽의 간판급 출연진으로 토니 셰리던 앤 제츠와 출연 계약을 했지만 셰리던과 함께한 비틀즈의 즉흥 공연에 큰 감명을 받아 이들의 공연 프로그램을 추가하게 된다. 1960년 11월 말 영국으로 추방되기 직전에 비틀즈는 간신히 새로운 계약을 성사시켜 이듬해 함부르크로 돌아올 수 있게 된다.
초창기 계약 대리인 앨런 윌리엄스의 도움 없이 성사된 새 출연 계약에서 비틀즈는 3월 27일부터 7월 2일까지 출연하게 되어 있었다. 그러나 에크호른은 먼저 서독 정부에서 매카트니와 베스트의 재입국 허가를 받아 내야 했다. 1960년 11월 영국으로 추방당했을 당시 항공료인 158마르크를 대신 지불한 뒤에야 비틀즈의 베이시스트와 드러머는 입국 허가를 받을 수 있었고, 1961년 2월 18세가 된 해리슨 역시 독일로 돌아와 그들에 합류했다. 급여 명세서를 보면 클럽 주인 에크호른은 비틀즈의 다섯 멤버와 토니 셰리던에게 주급을 준 것으로 보인다. 이들 각각은 30마르크를 공제한 순수입으로 215마르크를 받았으며, 급여를 받았다는 서명을 해야 했다.
한 시간마다 15분씩 쉬며 7시부터 새벽 2시까지 연주한 덕분해 비틀즈의 무대 퍼포먼스는 하루가 다르게 발전했고 팬도 늘어났다. 섯클리프가 그룹을 떠나며 마침내 매카트니에게 베이시스트 자리를 넘겨준 것도 톱 텐 클럽에서의 일이었다.

## 참고 문헌
- 브라이언, 사우널 (2014). 《The Beatles in 100 Objects》 [비틀즈 100]. 아트북스. ISBN 978-89-6196-172-1. 2017년 4월 25일에 확인함.